# Nymphidium rubiginosum
Nymphidium rubiginosum är en fjärilsart som beskrevs av Hans Ferdinand Emil Julius Stichel 1929. Nymphidium rubiginosum ingår i släktet Nymphidium och familjen Riodinidae. Inga underarter finns listade i Catalogue of Life.